# Diana Ingro
Susana Unía (Ramos Mejía, provincia de Buenos Aires; 26 de octubre de 1917-Buenos Aires; 23 de marzo de 2017), conocida profesionalmente como Diana Ingro, fue una actriz argentina, conocida por protagonizar Con el sudor de tu frente (1949), Muerte civil (1954), La cigarra no es un bicho (1963), y Extraña ternura (1964).

## Biografía
Diana Ingro nació el 26 de octubre de 1917 en Ramos Mejía, localidad del partido de La Matanza, en la Zona Oeste del Gran Buenos Aires. Tenía dos hermanas mayores y una hermana gemela. Aunque trabajó algún tiempo como profesora, se interesó por la carrera de actriz durante su juventud y se educó en el Conservatorio de Arte Dramático.
Tras iniciar su carrera en el teatro, actuó como extra en la película de 1944 Nuestra Natacha. Protagonizó Corazón (1947) y Con el sudor de tu frente (1949) y en 1950 ganó el premio revelación de la Asociación de Cronistas Cinematográficos de la Argentina por su trabajo en esta última. La película Muerte civil de Alberto D'Aversa de 1954 marcó la primera vez que tuvo un papel protagónico en una película, protagonizada junto a Armando Bó; según se informó en 2010, tenía buenos recuerdos de la provincia de Santiago del Estero, donde había filmado Muerte civil.
Posteriormente protagonizó Corrientes, calle de ensueños (1949), Sala de guardia (1952), La pasión desnuda (1953), La telaraña (1954), Tren internacional (1954), Graciela (1956), La cigarra no es un bicho (1963), Extraña ternura (1964) y Papá Corazón se quiere casar (1974). Su última aparición cinematográfica fue en la película Ángel, la diva y yo de 1999.
También fue actriz de televisión, protagonizando Amo y señor, Carola y Carolina, Corazones de fuego, El amor tiene cara de mujer, El seductor, El teatro de Jorge Salcedo y Manuela. También fue actriz de teatro, protagonizando obras de Jean Cocteau, Federico García Lorca, Jean Giraudoux y en México. También recibió el reconocimiento de la diáspora argentina en los Estados Unidos por una presentación de la obra argentina La valija en Los Ángeles, California. También fue conductora de la serie Conflictos humanos.
Era conocida como «la Katharine Hepburn argentina» por su cabello rubio, y La Nación la describió como «uno de los nombres más destacados» de la Época dorada del cine argentino. Fue una de las ganadoras del Premio Podestá a la Trayectoria Honorífica 2015.
El 23 de marzo de 2017 se informó que Ingro falleció en Buenos Aires, a los 99 años. Fue enterrada en el panteón de actores del Cementerio de la Chacarita.

## Filmografía

### Cine
- Nuestra Natacha (1944)
- Corazón (1947)
- La serpiente de cascabel (1948)
- Corrientes... calle de ensueños!  (1949)
- Con el sudor de tu frente (1950)
- Mujeres en sombra (1951)
- La calle junto a la luna (1951)
- Mi hermano Esopo (Historia de un Mateo) (1952)
- Sala de guardia (1952)
- La pasión desnuda (1953)
- Muerte civil (1954)
- La telaraña (1954)
- Tren internacional (1954)
- Goleta austral (inédita, 1955)
- Cuando Buenos Aires se adormece (inconclusa, 1955)
- Graciela (1956)
- El hombre que hizo el milagro (1958)
- Culpable (1960)
- Los que verán a Dios (1961)
- La cigarra no es un bicho (1963)
- Extraña ternura (1964)
- Cuando los hombres hablan de mujeres (1967)
- Eloy (1969)
- Moamba (Vidas vendidas) (inconclusa, 1970)
- Muchacho (1970)
- Papá Corazón se quiere casar (1974)
- La Madre María (1974)
- Saverio el cruel (1977)
- Tiro al aire (1980)
- Noches sin lunas ni soles (1984)
- Los espíritus patrióticos (1989)
- Ángel, la diva y yo (2000)

### Televisión
- 1956: Comedias Musicales, de Miguel de Calasanz, con Alberto Dalbés, Dana Kelly, Doris Violet, Domingo Márquez, Blanca Lafont, Julián Bourgués y Ángel Eleta.